# نووی کیچکینیاش
نووی کیچکینیاش (انگلیسی: Novy Kichkinyash) یک شهرک در شهرستان شارانسکی استان باشقیرستان کشور روسیه است.